# Al-Shaykh Saad, Tỉnh Tartus
Al-Shaykh Saad (tiếng Ả Rập: الشيخ سعد) là một ngôi làng Syria ở huyện Tartus thuộc tỉnh Tartus. Theo Cục Thống kê Trung ương Syria (CBS), Al-Shaykh Saad có dân số 4.046 trong cuộc điều tra dân số năm 2004.